# Renuncia de Pedro Pablo Kuczynski
La renuncia de Pedro Pablo Kuczynski a la presidencia de la República del Perú fue anunciada por él mismo el 21 de marzo de 2018.
El 21 de marzo presentó su carta de renuncia al Congreso. El documento señala que había sido obstaculizado y atacado por la mayoría legislativa que ha creado un clima de ingobernabilidad. Además indica que publicaron informes a su perjuicio y calificó de editadas y tendenciosas las grabaciones, lo cual distorsiona el proceso político y el proceso de vacancia.
El 22 de marzo se inició el debate sobre la renuncia y vacancia presidencial en el Congreso peruano que culminó con la votación en el pleno el 23 de marzo de 2018. Ese mismo día, 23 de marzo, luego de aprobarse la renuncia de Kuczynski, el cargo de presidente lo asumió el primer vicepresidente Martín Vizcarra.
El 24 de marzo de 2018 se publicó la Resolución Legislativa 008-2017-2018-CR en El Peruano señalando en aceptar la renuncia de PPK a la presidencia de la República y declarar la vacancia del cargo. Además recalca que “la crisis política que lo ha conducido a renunciar es consecuencia de actos indebidos en los que el propio presidente ha incurrido y que se exponen sustentadamente en la moción de orden del día en la que se propone la vacancia presidencial”.
La renuncia del presidente se da luego que se difundieron vídeos y audios (conocidos como Mamanivideos) que comprometen al ejecutivo y el legislativo para obtener presuntos privilegios en medio del debate por el segundo proceso de vacancia. Esto enmarcado en una crisis política debido al enfrentamiento entre el ejecutivo y la mayoría legislativa, el indulto a Alberto Fujimori y las vinculaciones de Pedro Pablo Kuczynski con Odebrecht.

## Antecedentes
Los presidentes que anteriormente presentaron su renuncia fueron Guillermo Billinghurst por renuncia obligada (golpe de Estado en Perú de 1914), Andrés Avelino Cáceres y Alberto Fujimori. Sin embargo, en el caso de Fujimori, el Congreso rechazó la renuncia y procedió a una destitución por incapacidad moral permanente.

## Marco jurídico
La vigente Constitución de 1993 establece en su artículo 113° que la Presidencia de la República vaca por:
1. Muerte del Presidente de la República.
2. Su permanente incapacidad moral o física, declarada por el Congreso.
3. Aceptación de su renuncia por el Congreso.
4. Salir del territorio nacional sin permiso del Congreso o no regresar a él dentro del plazo fijado.
5. Destitución, tras haber sido sancionado por alguna de las infracciones mencionadas en el artículo 117.º de la Constitución.

## Proceso en el Congreso
La Junta de Portavoces del Congreso acordó aceptar la renuncia. Y no insistir en la Vacancia Presidencial.

### Votación
El 23 de marzo se aprobó aceptar la renuncia de Pedro Pablo Kuczynski y declarar el vacío del Cargo con 105 votos a favor, 12 votos en contra y cuatro abstenciones.

A favor: 105 congresistas
En contra: 12 congresistas
Abstenciones: 4 congresistas
Ausentes: 9 congresistas

| Bancada                      | A favor | En contra | Abstención |
| ---------------------------- | ------- | --------- | ---------- |
| Fuerza Popular               | 56      | 0         | 0          |
| Peruanos por el Kambio       | 0       | 12        | 0          |
| Nuevo Perú                   | 10      | 0         | 0          |
| Frente Amplio                | 10      | 0         | 0          |
| Alianza para el Progreso     | 7       | 0         | 0          |
| Acción Popular               | 5       | 0         | 0          |
| Célula Parlamentaria Aprista | 5       | 0         | 0          |
| Independiente                | 12      | 0         | 4          |
| TOTAL                        | 105     | 12        | 4          |

## Reacciones

### Nacional

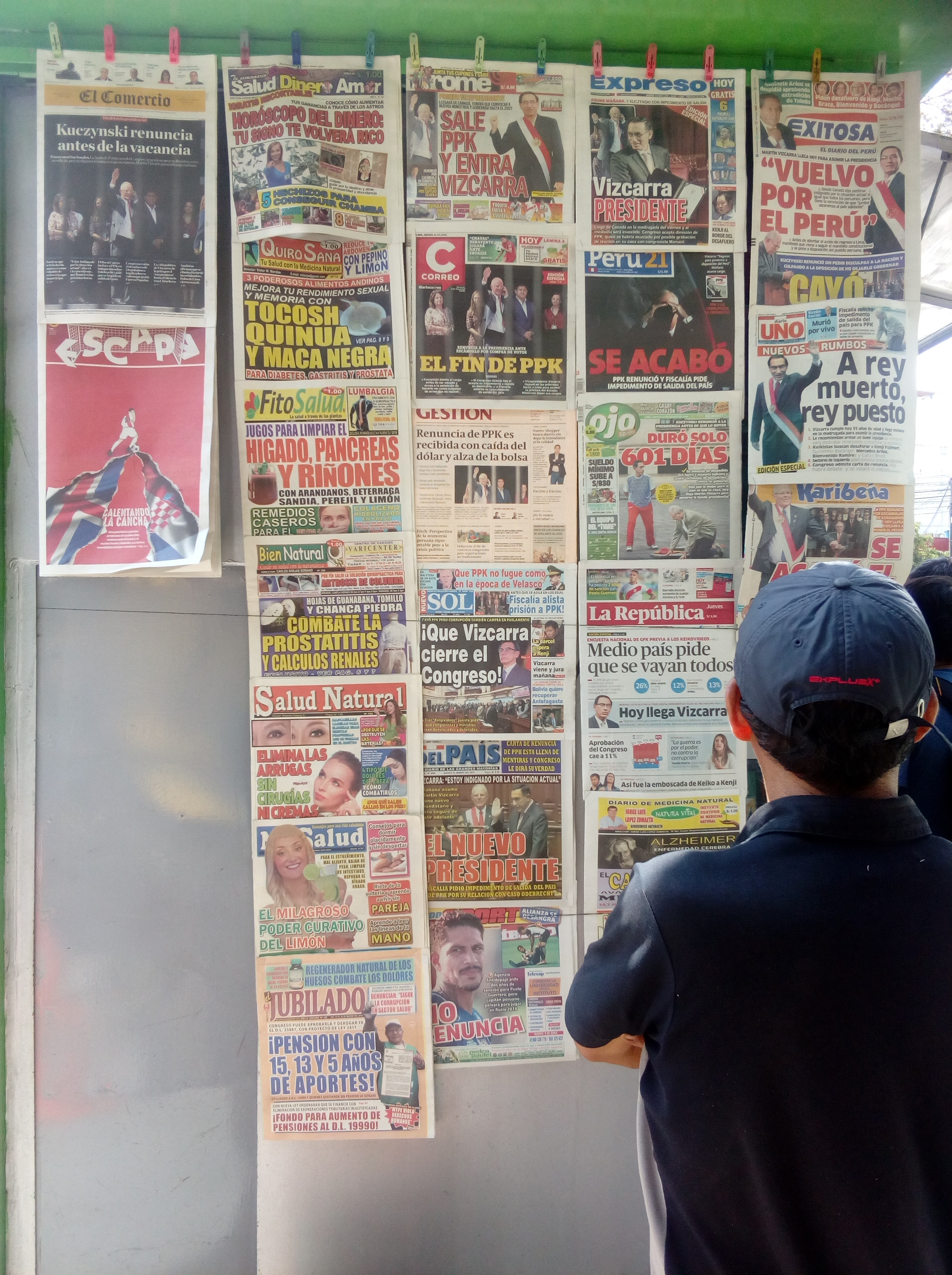
Una persona leyendo los periódicos con la noticia de la renuncia en primera plana.

Luego de la renuncia, en lo económico, la calificación crediticia se mantuvo con perspectiva estable. La Bolsa de Valores de Lima cerró con alza. El tipo de cambio respecto al dólar bajó y registró el menor valor en lo que va del año. En lo social, en el centro de Lima se realizó movilización el 22 de marzo.
- Verónika Mendoza pidió al primer vicepresidente la convocatoria a nuevas elecciones.[22]
- Alfredo Barnechea deseó que el primer vicepresidente "tenga éxito" y pidió que le den "periodo de tregua".[23]
- César Acuña señaló en un mensaje que la renuncia "ha sido lo mejor para el país" y apoyará al "nuevo gobierno".[24]
- La Conferencia Episcopal Peruana pidió al que asuma el liderazgo del Perú "generar paso a paso un «Acuerdo de Gobernabilidad»".[25]
- El presidente de la Asamblea Nacional de Gobiernos Regionales exigió "respeto a la Constitución" y la convocatoria a nuevos comicios.[26]

### Internacional
- Chile: El Ministro de Relaciones Exteriores de Chile dijo que "respetamos las decisiones que toman los países" y agregó que "lamentamos la determinación de un presidente que ha sido amigo de Chile".[27]
- Colombia: El comunicado del Ministerio de Relaciones Exteriores de Colombia expresó que "está segura que la transición gubernamental se dará en el marco de los principios democráticos establecidos en la Constitución y las leyes peruanas".[28]
- México: La Secretaría de Relaciones Exteriores señaló que “confía en que la fortaleza de las instituciones y de la democracia peruana" y el "apego al marco constitucional y legal de ese país hermano”.[29]
- Venezuela: La Presidenta de la Asamblea Nacional Constituyente de Venezuela, Delcy Rodríguez, se refirió a Pedro Pablo Kuczysnki como "nefasto personaje (...) pasará al basural de la historia".[30] El constituyentista, Diosdado Cabello, celebró con fuegos artificiales. Asimismo manifestó que "así va a caer Santos, así va a caer Macri, así va a caer Temer, así van a caer todos ellos".[31]